# Kinetisches Objekt in Bremen

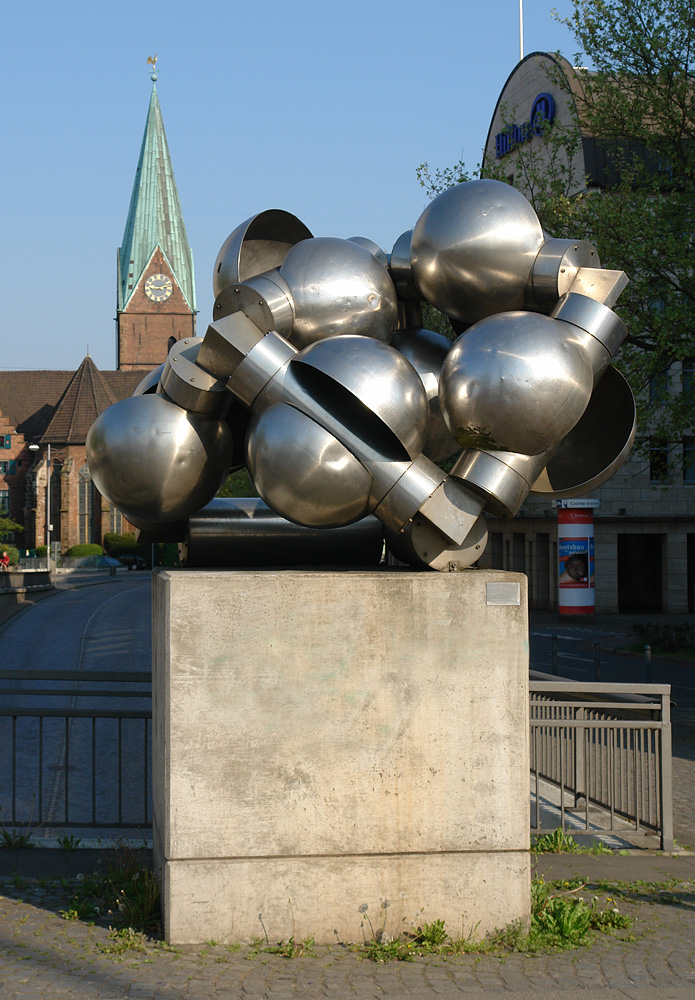
Kinetisches Objekt;
Hintergrund: Martinikirche

Das Kinetische Objekt ist eine Skulptur, die in Bremen - Mitte an der Weser, Wilhelm-Kaisen-Brücke/Martinistraße/Ecke Balgebrückstraße, steht. Es wird in der Liste der Denkmale und Standbilder der Stadt Bremen geführt. 
Das bewegliche Objekt von 1973 aus Edelstahl auf einem Betonsockel stammt vom Berliner Bildhauer Hein Sinken. Es wurde im Rahmen des Programms Kunst im öffentlichen Raum zunächst auf dem Pausenhof der Gesamtschule West, Lissaer Straße, in Gröpelingen aufgestellt. 2003 kam es durch die Aktion Moving the City an seinen jetzigen Standort.
Die Kulturbehörde schreibt dazu: Bei dem Kunstwerk „bewegen sich die einzelnen Halbkugeln, angetrieben durch den Wind, wie Rotoren um die eigene Achse und erinnern an arbeitende Maschinenteile. Kunst und Technik sind hier eine interessante Verbindung eingegangen“. Aber erst wenn der Wind wie in Bremen richtig bläst, dann bewegen sich die metallischen Halbkugeln; aus einem statischen Objekt  wird ein mobiles Kunstwerk, das bei Sonnenschein besonders stählern glänzt. 
Vom Künstler Sinken (1914–1987) stand 1978 bis 2016 in Bremen noch das Windobjekt aus Edelstahl in Bremen-Mitte an der Wilhelm-Kaisen-Brücke. Er hat in Deutschland an vielen Standorten abstrakte und kinetische Objekte aufgestellt.